# Жан-Жак Ампер
Жан-Жак Ампер (на френски: Jean-Jacques Ampère) е френски филолог и историк.

## Биография
Роден е на 12 август 1800 година в Лион, Франция, единствен син на известния физик Андре-Мари Ампер. Работи в областта на историята на средновековната литература, преподава френска литература в Колеж дьо Франс, изиграва важна роля за популяризирането на скандинавския и германския фолклорен епос. През 1847 година е избран за член на Френската академия.
Умира на 27 март 1864 година в По, Франция, на 63-годишна възраст.